# Henri Dequenne
Pas d'image ? Cliquez ici

a Compétitions nationales et continentales officielles uniquement.

b Matchs officiels uniquement.
Dernière mise à jour le 16 juillet 2023.
Henri Dequenne, né le 6 juillet 2000, est un joueur international belge de rugby à XV, évoluant au poste de demi d'ouverture.

## Biographie
Formé au Rugby Club Frameries de 2009 à 2018[réf. nécessaire], il part ensuite en Angleterre rejoindre l'académie d'Exeter Chiefs avant de signer au Rugby club Soignies en 2019. 
En 2021, il fait partie du premier groupe de la nouvelle franchise belge, les Brussels Devils, disputant la Rugby Europe Super Cup. Quelque temps plus tard, il obtient sa première cape avec l'équipe de Belgique en novembre 2021 contre le Canada, un adversaire qu'il affronte une deuxième fois en juillet 2022 pour une défaite 45-0.
La Belgique le sélectionne en février 2022 pour participer au Rugby Europe Trophy 2021-2022.
Pour l'édition suivante de Super Cup, en 2022, il fait de nouveau partie de l'effectif. 

## Palmarès
- BeNeCup 2019 avec le Rugby Club Soignies
- Vainqueur du Rugby Europe Trophy en 2021-2022